# جدار حماية شخصي

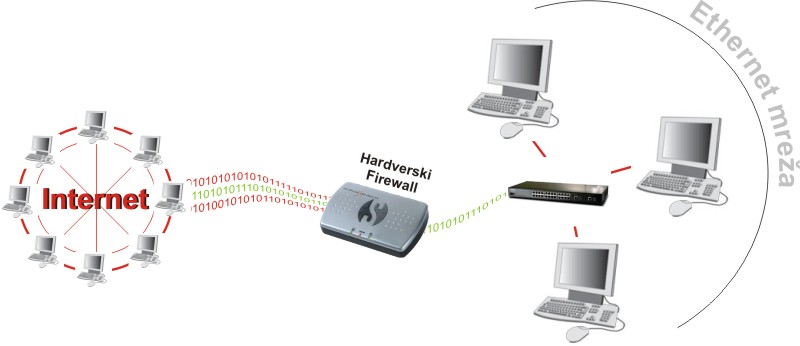

جدار حماية شخصي (بالإنجليزية: Personal firewall)‏ هو برنامج مثبت على جهاز كمبيوتر الشخصي للمستخدم، ويقوم بسيطرة على الاتصالات الواردة والصادرة للتطبيقات، وهو من يمنحها القبول أو رفض الإتصال وذلك بعد أوامر يقدمها المستخدم للبرنامج سابقا أو يقوم بسؤال في كل مرة يريد فيها أي برنامج الإتصال.